# Zrzeszenie Artystów Plastyków Zwornik
Zrzeszenie Artystów Plastyków Zwornik – ugrupowanie artystyczne założone w Krakowie i działające w latach 1929–1939. Należeli do niego m.in.: Emil Krcha, Tytus Czyżewski, Zbigniew Pronaszko, Jerzy Fedkowicz, Czesław Rzepiński, Jerzy Wolff, Henryk Gotlib, Eugeniusz Geppert, Stanisław Pochwalski.